# 郭荷
郭荷（？—？），字承休，十六国前凉时期晋秦州略阳郡（今甘肃秦安）人，经学学者。
郭荷出生在经学世家中，其六世祖郭整，在汉安帝、汉顺帝时期，就曾多次执意拒绝朝廷征召，始终不就。
郭荷效仿祖上淡泊仕途甘做山野布衣，便离开略阳故居，来到张掖，隐居在东山寺结庐讲学。前凉和平元年（354年），凉威王张祚派使征郭荷作“博士祭酒”，到凉州后，改任为太子友（太子的家庭教师），他上书请辞乞还。张祚最终应允，送行时派人给车轮裹上蒲草减轻行车颠簸。郭荷回张掖东山后，仍隐居讲学，活到八十四岁去世，谥号玄德先生。学生郭瑀，在老师墓旁结庐守孝三年。